# Specklinia psichion
Specklinia psichion är en orkidéart som först beskrevs av Carlyle August Luer, och fick sitt nu gällande namn av Carlyle August Luer. Specklinia psichion ingår i släktet Specklinia och familjen orkidéer. Inga underarter finns listade i Catalogue of Life.